# Таншань
Таншань (кит. спрощ. 唐山, піньїнь: Tángshān shì) — міський округ у китайській провінції Хебей. 

## Клімат
Місто знаходиться у зоні, котра характеризується вологим континентальним кліматом зі спекотним літом. Найтепліший місяць — липень із середньою температурою 25.6 °C (78 °F). Найхолодніший місяць — січень, із середньою температурою -4.4 °С (24 °F).
| Клімат Таншаня          | Клімат Таншаня | Клімат Таншаня | Клімат Таншаня | Клімат Таншаня | Клімат Таншаня | Клімат Таншаня | Клімат Таншаня | Клімат Таншаня | Клімат Таншаня | Клімат Таншаня | Клімат Таншаня | Клімат Таншаня | Клімат Таншаня |
| Показник                | Січ.           | Лют.           | Бер.           | Квіт.          | Трав.          | Черв.          | Лип.           | Серп.          | Вер.           | Жовт.          | Лист.          | Груд.          | Рік            |
| Абсолютний максимум, °C | 11             | 17             | 23             | 32             | 35             | 37             | 36             | 36             | 33             | 28             | 23             | 16             | 37             |
| Середній максимум, °C   | 0              | 2              | 10             | 18             | 24             | 28             | 29             | 28             | 25             | 18             | 9              | 2              | 16             |
| Середня температура, °C | −4             | −1             | 5              | 13             | 18             | 23             | 25             | 25             | 20             | 13             | 5              | −2             | 11             |
| Середній мінімум, °C    | −9             | −6             | 0              | 7              | 13             | 18             | 21             | 20             | 15             | 8              | 0              | −6             | 7              |
| Абсолютний мінімум, °C  | −22            | −17            | −10            | −2             | 5              | 9              | 15             | 12             | 6              | −8             | −11            | −18            | −22            |
| Норма опадів, мм        | 0              | 0              | 10             | 20             | 30             | 70             | 200            | 170            | 40             | 20             | 0              | 0              | 610            |
| ----------------------- | -------------- | -------------- | -------------- | -------------- | -------------- | -------------- | -------------- | -------------- | -------------- | -------------- | -------------- | -------------- | -------------- |
| Джерело: Weatherbase    |                |                |                |                |                |                |                |                |                |                |                |                |                |

## Адміністративний поділ
Міський округ поділяється на 7 районів, 3 міських повіти й 4 повіти:
| Карта | Карта      | Карта    | Карта            |
| --- | ---------- | -------- | ---------------- |
| ① Цзуньхуа Цяньсі Цяньань Юйтянь Фенжунь Луаньчжоу ② ③ ④ Феннань Луаньнань Цаофейдянь Лаотін ① Лунань ② Лубей ③ Кайпін ④ Гує |            |          |                  |
| Статус | Назва      | Оригінал | Населення (2020) |
| Район | Гує        | 古冶区   | 317 932          |
| Район | Кайпін     | 开平区   | 279 432          |
| Район | Лубей      | 路北区   | 954 590          |
| Район | Лунань     | 路南区   | 430 312          |
| Район | Фенжунь    | 丰润区   | 800 740          |
| Район | Феннань    | 丰南区   | 552 532          |
| Район | Цаофейдянь | 曹妃甸区 | 352 069          |
| Міський повіт | Луаньчжоу  | 滦州市   | 520 102          |
| Міський повіт | Цзуньхуа   | 遵化市   | 707 047          |
| Міський повіт | Цяньань    | 迁安市   | 776 752          |
| Повіт | Лаотін     | 乐亭县   | 487 416          |
| Повіт | Луаньнань  | 滦南县   | 508 538          |
| Повіт | Цяньсі     | 迁西县   | 365 615          |
| Повіт | Юйтянь     | 玉田县   | 664 906          |

## Історія
Місто стало широко відомим 1976 року через Таншаньський землетрус, який сягнув 7,8 балів за шкалою Ріхтера і призвів до загибелі щонайменше 255 тисяч мешканців. Місто з тих пір було повністю перебудоване і досить популярне серед туристів. 

## Інфраструктура
Місто обслуговує аеропорт Саньнюйхе.

## Економіка
Місто є центром Кайлуанського вугільного басейну. Підприємства важкої промисловості (металургійної, коксохімічної).

## Міста-побратими
- Мальме, Швеція,1987
- Саката, Японія, 1990
- Линкольн, Велика Британія, 1992
- Сідар-Рапідс, США, 1997